# José Cupertino de Lacerda
José Cupertino de Lacerda (Santo Amaro, 18 de setembro de 1850 — Salvador, 18 de janeiro de 1927) foi um padre, político, professor e escritor brasileiro, fundador da Academia de Letras da Bahia

## Biografia
Filho de José Antônio de Lacerda e Ana Leocádia Borges de Lacerda, foi ordenado sacerdote  em 1871 e professor de Francês e Filosofia do Seminário da Bahia entre 1871 e 1876. Foi presidente da Câmara Estadual dos Deputados entre 1897 e 1898 e presidente do Senado Estadual (1906-1908) e, por conta disso, governador interino da Bahia entre 28 de dezembro de 1906 a 26 de janeiro de 1907 para concluir o mandato do governador José Marcelino de Sousa.
Foi um dos fundadores da Academia de Letras da Bahia.